# Det Europæiske Miljøagentur
Det Europæiske Miljøagentur (EEA), har hovedsæde i København og er EUs agentur for bearbejdning, analyse og formidling af information om miljøtilstand - og udvikling i Europa, om de kræfter driver udviklingen og virkningerne af implementeret miljøtiltag. Miljøagenturets bestyrelse har repræsentanter fra hver af landenes regering, en repræsentant for Europakommissionen og to repræsentanter udpeget af Europaparlamentet. Arbejdet er støttet af et videnskabeligt udvalg, temacentre med kontrakter med grupper af forskningsinstitutioner.
Miljøagenturets målsætning er at levere pålidelige, uafhængige oplysninger om miljøkvalitetskrav, miljøpåvirkninger og miljømæssig sårbarhed. EEA er en vigtig kilde til information for alle, der er involveret i at formulere, vedtage, gennemføre og evaluere miljøpolitikken, samt den brede offentlighed.
Alle EU-lande er medlemmer af miljøagenturet, men også lande uden for EU kan deltage. I 2013 er der 33 medlemslande: EU's 28 medlemsstater plus Island, Liechtenstein, Norge, Schweiz og Tyrkiet. Norges medlemskab er en del af EØS-aftalen. Albanien, Bosnien-Herzegovina, Makedonien, Montenegro og Serbien har ansøgt om medlemskab.
Temacentre i 2010:
- Luftforurening og klimaændringer[2]
- Biodiversitet [3]
- Arealanvendelse og geografisk information[4]
- Bæredygtigt forbrug og produktion[5]
- Vand[6]